# Trujillo, Spanien

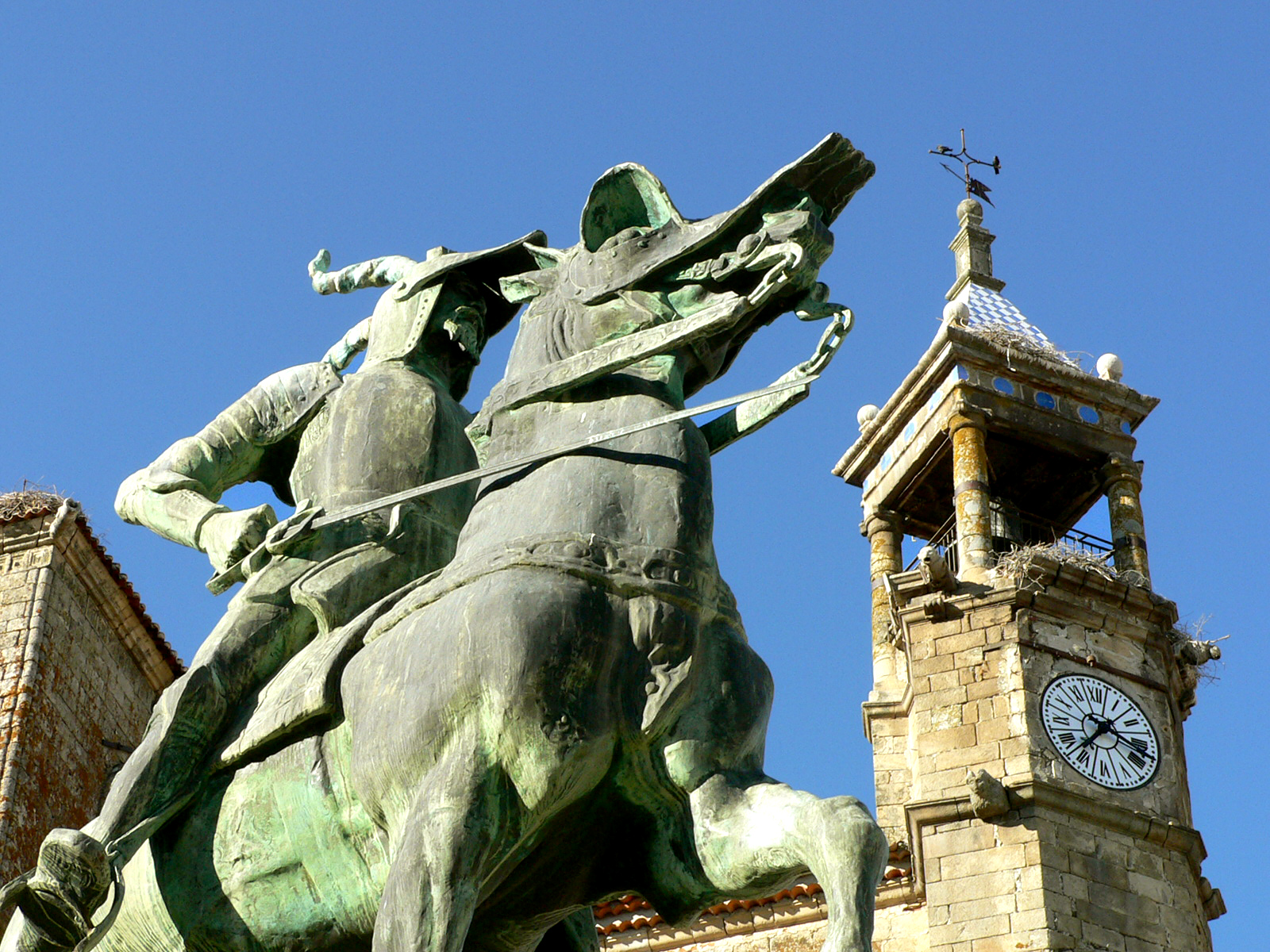
Ryttarstaty av Francisco Pizarro i staden.

Trujillo är en småstad och kommun i provinsen Cáceres i den autonoma regionen Extremadura i västra Spanien. Staden ligger cirka 42 kilometer öster om Cáceres. Kommunen har 8 619 invånare (2024), på en yta av 649,53 km².
Staden är känd för sina monument, palats och förhistoriska lämningar. Trujillos hjälte är erövraren Francisco Pizarro som upptäckte Peru och erövrade inkariket, varefter han seglade hem laster av guld till Spanien. Därav byggdes ståtliga slott och borgar just i trakterna runt Trujillo, som än idag är välbevarade.
Till de mest kända tillställningarna som hålls i Trujillo hör den internationella ostmässan, samt påskveckans "chiviri", en livlig folkfest på stadens torg. Under chivirifesten ordnas uppträdanden i den extremaduriska dansen chota. Folk från hela Spanien kommer till byn för att fira påskens sista dag, "chiviri" firas på påskdagen.